# Ангеле Рупшене
Ангеле Рупшене (27 червня 1952) — литовська баскетболістка.
Учасниця Олімпійських Ігор 1976, 1980 років.
Олімпійська чемпіонка 1980 року.
Чемпіонка Європи 1972, 1976, 1978 років.
Чемпіонка світу 1971, 1975 років.